# Escalade en tête

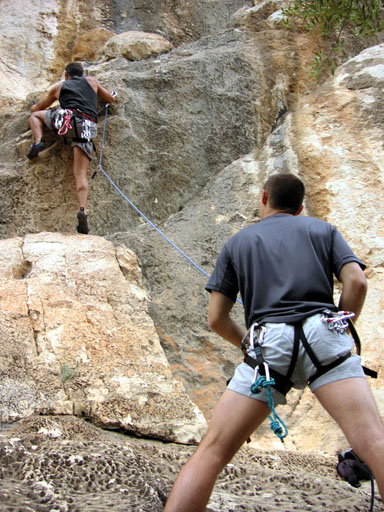
Progression en tête et assurage, avec les deux premiers points clippés.

L'escalade en tête est une technique de progression en escalade définie par le fait que le premier grimpeur progresse sur la paroi sans que la corde ne soit installée en haut comme en escalade en moulinette. Au fur et à mesure de sa progression, il relie la corde aux points d'assurage à portée de sa main, par exemple en « mousquetonnant » une dégaine à un piton à expansion, puis la corde à cette dégaine. Le premier de cordée procède ainsi jusqu'au relais. S'il chute, il tombera d'une hauteur au moins égale à deux fois la distance du dernier point mousquetonné,. L'élasticité de la corde et la mobilité de l'assureur augmentent encore cette hauteur de chute mais permettent de l'amortir.

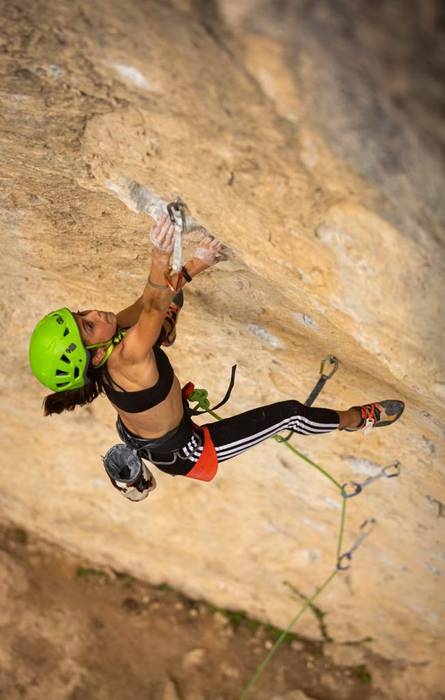
Escalade en tête de la voie d'escalade sportive Gezurren Erresuma 8c, en Espagne.

## Descente
Le premier grimpeur arrivé au relais redescend immédiatement si la voie ne fait qu'une longueur (« couenne »), grâce à l'assureur (en « moulinette ») ou de manière autonome (« rappel »), ou fait monter le second grimpeur en l'assurant depuis le relais. Le second récupère les dégaines lors de sa progression afin que le premier puisse les utiliser pour la longueur suivante.

## Corde à double
Sur certains types de voie naturelle, l'usage d'une corde à double prodigue davantage de sécurité ou de confort. Par exemple, sur une longue voie aux points d'ancrage en zigzag, la corde à double permet de réduire le tirage dû aux frottements ou les chocs aux points d'ancrage, en alternant les mousquetonnages. Elle permet aussi au grimpeur de rester assuré, voire bloqué sur un brin pendant qu'il passe l'autre brin dans une dégaine lors de sa progression, notamment en escalade artificielle.
Une corde à double est recommandée dans le cas d'une cordée de trois grimpeurs (encordement en flèche). Elle peut être constituée d'un seul bloc ou de deux brins séparés, ce qui permet d'en répartir le poids entre les grimpeurs pendant la marche d'approche. Certains modèles de corde à double sont unicolores, d'autres possèdent deux brins de couleur différente, facilitant ainsi le repérage du milieu de la corde notamment pour la mise en place de rappels.